# Aguelmame Tifounassine
Aguelmame Tifounassine (en berbère : ⴰⴳⵍⵎⴰⵎ ⵏ ⵜⴼⵓⵏⴰⵙⵉⵏ, littéralement « lac des vaches ») est un lac du Moyen Atlas situé à 40 km d'Azrou. Il fait partie du parc national d'Ifrane.
Le lac fait partie de la convention de Ramsar.

## Géographie
Il se situe sur un plateau du Moyen Atlas tabulaire.

## Caractéristiques
Il s'agit d'un plan d'eau de type marécageux. Sa surface d'environ 70 hectares. Son bio-climat est sub-humide.

## Usages
On y pratique l'écotourisme, de la pêche continentale et des randonnées pédestres.